# طاجين اللحم بالبرقوق
طاجين اللحم بالبرقوق (الإسم الكامل : طاجين باللحم والبرقوق أو طاجين دجاج بالبرقوق وهو طبق مغربي يعتبر نوع من أنواع الطاجين المغربي الذي يمزج بين الحلو و المالح و يعتبر وصفة من بين 400 وصفات و أنواع الطواجين المختلفة الموجودة في المطبخ المغربي. معترف به عالميًا باعتباره واحد من أنواع الطاجين المغربي الأكثر إنتشارًا حول العالم حيث يعتبر من أشهر الطواجين المغربية.
يتم تحضيره باللحم أو الدجاج والبرقوق، اللوز المسلوق و المحمر، الزبيب، السمسم الذهبي والبصل المكرمل. لا علاقة له بالتفاية أو المروزية المغربية أو باقية الطواجين.

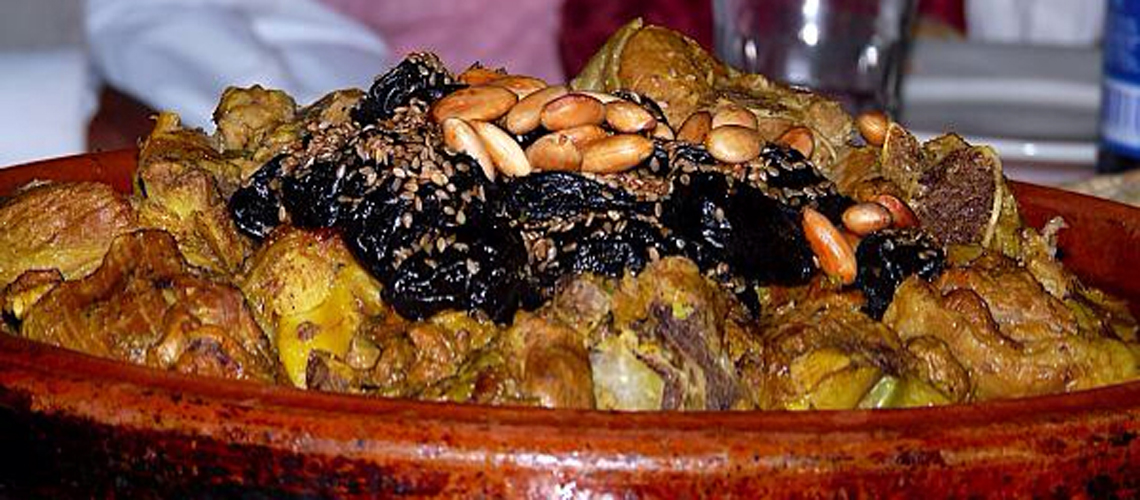
طاجين اللحم بالبرقوق المغربي.

يزوق بالبيض المسلوق مقطع إلى أرباع.

## الأصل والاشتقاق
تعود أصول الطاجين إلى الحضارة الأمازيغية المغربية الأصلية. ذكر اختراعه في المغرب في العصور الوسطى. لقد أثرى الطاجين بشكل كبير فن الطهو الإمبراطوري المغربي طوال تاريخ المطبخ المغربي.
مصطلح "برقوق" يعني البرقوق في الدارجة المغربية. هذا المصطلح هو نفسه في جميع أنحاء المغرب. في اللغة العربية الفصحى يختلف مصطلح "برقوق" عن المصطلح بالدارجة المغربية حيث أن كان في العصور الوسطى لا يستخدم مصطلح "برقوق" للإشارة إلى "البرقوق" بل كان يستخدم للإشارة إلى "المشمش".[بحاجة لإعادة كتابة] 
تحظى بشعبية كبيرة خارج حدود المغرب، معترف به في المطاعم الأوروبية والأمريكية.